# 東建多度カントリークラブ・名古屋
東建多度カントリークラブ・名古屋（とうけんたどカントリークラブ・なごや）は、三重県桑名市に所在するゴルフ場。JAPANゴルフツアー開幕戦の東建ホームメイトカップの舞台でもある。

## 概要
名古屋から車で約40分、上げ馬神事で全国的にも有名な多度大社の程近くにある。
本ゴルフ場は日本ゴルフツアー機構（JGTO）と日本女子プロゴルフ協会（LPGA）の両団体から認定されているコースであり、全国には栃木県のサンヒルズカントリークラブと本ゴルフ場のわずかに2つしかない。
東建コーポレーションの子会社で、東建多度カントリー株式会社が運営している。姉妹コースには、同グループ会社の東建リゾート・ジャパンが運営する東建塩河カントリーがある。

## 併設しているホテル
クラブハウス内には、ゴルフプレーヤーだけでなく一般宿泊客も利用できる宿泊施設「ホテル多度温泉」が併設されている。また、ゴルフ場の敷地内にはコテージ風の「火水風 別館」もあり、全室に客室露天風呂が完備されている。
ゴルフ場敷地内で天然温泉が湧き出ており、ゴルファー、宿泊客が利用できる大浴場の他、ホテルの客室露天風呂、手湯・足湯、展望露天風呂などがある。泉質は、アルカリ性単純泉。
ホテル多度温泉の名物として、レストラン「鳳凰」にてゴルフ場の敷地を利用したCGアニメ・レーザー（航空宇宙）ショーが毎晩開催されている。

## アクセス
- 東名阪自動車道/桑名東ICより11km